# Hanmi
Hanmi (em japonês:  半身, meio corpo) é um conceito das artes marciais japonesas que expressa a ideia de que os hemisférios do corpo atuam como se fossem uma unidade. Desta forma, o budoca deve assumir uma postura lateralmente orientada para com o adversário, no fito de diminuir os riscos do eventual entrentamento, expondo-se o mínimo possível. Nas artes marciais, diferente do que sucede nos esportes de luta, há de haver a consciência de que um enfrentamento nem sempre se dá com dois contendores apenas, mas pode ocorrer a situação de se enfrentar vários oponentes. Assim sendo, a postura assumida deve preparar para mudar de foco o mais rápido possível e, ao mesmo tempo, oferecer protecção.